# Protentomidae
Protentomidae (лат.) — семейство бессяжковых членистоногих из отряда Acerentomata.

## Описание
Трахейная система отсутствует, как и у других представителей отряда Acerentomata. Первые две пары брюшных придатков двучлениковые, с пузырьком на конце и 3-4 щетинками, третья пара брюшных придатков одно- или двучлениковая с 2—3 щетинками.

## Состав
Включает 6 родов в составе 3 подсемейств (Hinomotentominae, Condeellinae и Protentominae).
- Condeellinae Tuxen & Yin, 1982
  - Condeellum Tuxen, 1963[3]
  - Neocondeellum Tuxen & Yin, 1982[4]
  - Paracondeellum Yin, Xie & Zhang, 1994
- Hinomotentominae Yin, 1999
  - Hinomotentomon Imadaté, 1974
- Protentominae Mills, 1932
  - Protentomon Ewing, 1921
  - Proturentomon Silvestri, 1909[5]